# جيم أوسبورن
جيم أوسبورن (بالإنجليزية: Jim Osborne)‏ هو لاعب كرة مضرب أمريكي، ولد في 1 فبراير 1945 في هونولولو في الولايات المتحدة.

## وصلات خارجية
- جيم أوسبورن على موقع رابطة محترفي التنس (الإنجليزية)
- جيم أوسبورن على موقع الاتحاد الدولي لكرة المضرب (الإنجليزية)
- جيم أوسبورن على موقع خلاصة التنس.كوم (الإنجليزية)
- جيم أوسبورن على موقع أوليمبيديا (الإنجليزية)